# Times Square

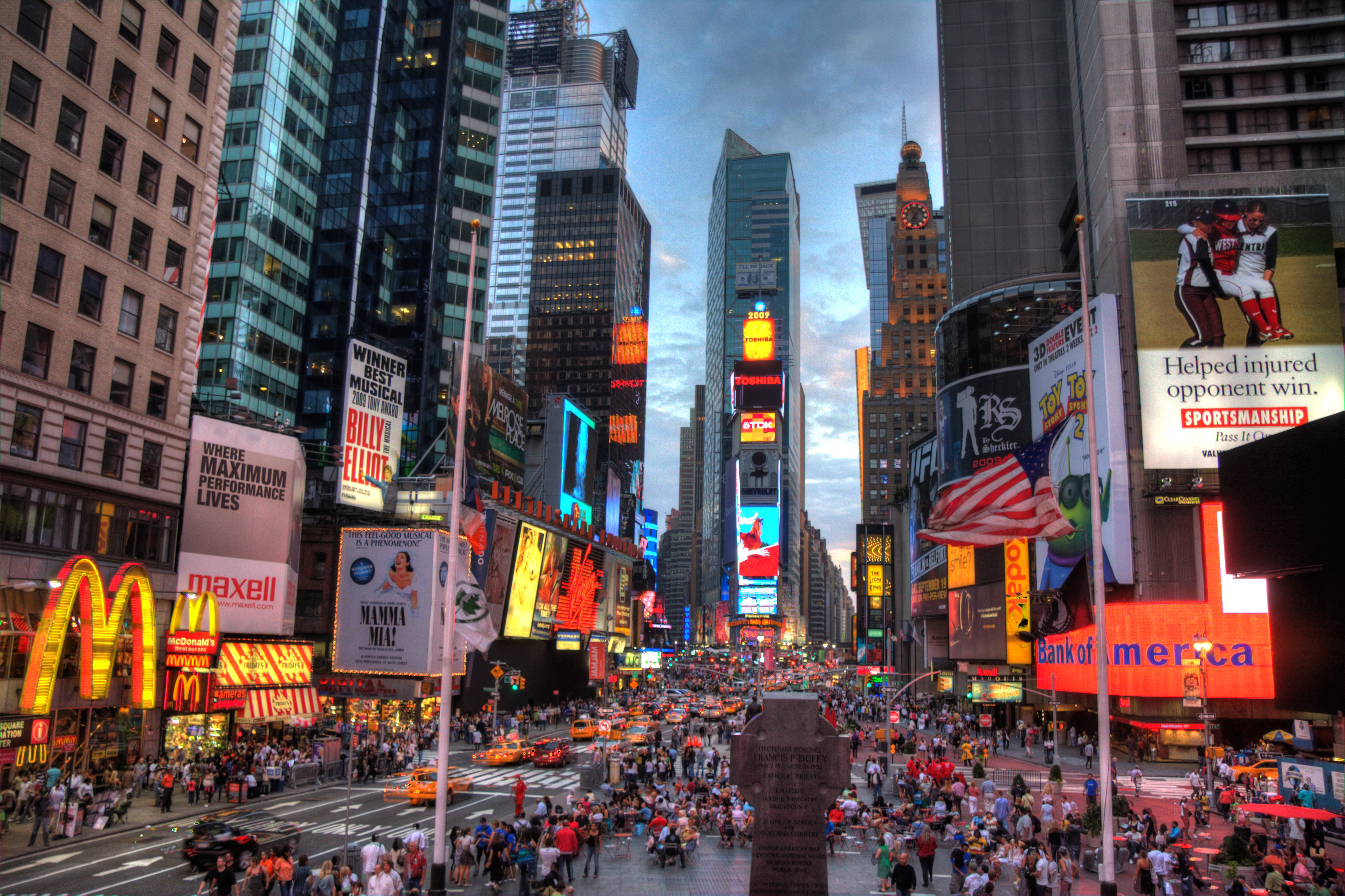
Večerní Times Square

Times Square je rozsáhlá křižovatka a oblast mezi Broadwayí a Sedmou avenue, součást manhattanské části Midtown Manhattan v nejlidnatějsím americkém městě New Yorku.

## Charakteristika
Na Times Square sídlí řada firem, mezi jinými Reuters, Viacom a MTV. Představuje jednu z nejznámějších turistických atrakcí New Yorku, i pro značné množství světelných reklam, většinou rychle se měnících na velkoplošných obrazovkách.
Celá oblast je tvořena bloky mezi Šestou a Osmou avenue od východu na západ a západní 40. ulicí a západní 53. ulicí od severu k jihu. Tvoří západní část zábavných a komerčních prostor v Midtown Manhattanu. Nachází se zde řada divadel.
Dříve toto prostranství neslo název „Longarce Square“. K přejmenování na „Times Square“ došlo v dubnu 1904 podle budovy Times Building, která se stala sídlem významného deníku New York Times. Tento věžový dům byl následně přejmenován na One Times Square. V letech 1913–2007 získal deník sídlo v nové budově 229 West 43rd Street a od roku 2007 má zázemí v mrakodrapu New York Times Tower.
Oblast nese přezdívku „křižovatka světa“ (Crossroads of the World). Náměstí má status světové památky a je jedním ze symbolů New Yorku. Na jihovýchodním rohu Times Square se nachází začátek Lincolnovy dálnice, první silnice procházející napříč Spojenými státy.

## Významné památky a symboly
Na Times Square se střetává svět obchodu a umění. Prostranství jsou lemována typickými světelnými reklamami, neony, billboardy a osvětlenými značkami, s cílem upoutání pozornosti návštěvníků.
| Reklamní značky - Budweiser - hodiny Chevroletu - Coca-Cola - Disney Store - Forever 21 - The Hard Rock Cafe New York - M&M's World - Planet Hollywood - Times Square Studios - plošina TKTS - Toys „R“ Us | Hotely - Crowne Plaza Times Square - Doubletree Guest Suites - Hotel Carter - New York Marriott Marquis - Renaissance Hotel Times Square - Sheraton New York - W Times Square - Hotel Edison |

| Budovy na či u Times Square - 1 Astor Plaza (sídlo MTV) - 810 7th Avenue - 1500 Broadway - The Bowtie Building - 1585 Broadway - AXA Center - Bank of America Tower - Bertelsmann Building - Brill Building - Times Square Tower - New York Times Tower - The Orion - Condé Nast Building - Paramount Theatre - One Times Square - Roxy cafe(atrakce pádu novoroční koule) | Korporace - Bain & Company - Barclays Capital (dříve Lehman Brothers) - Bertelsmann - BMO Capital Markets - Condé Nast Publications - Ernst & Young - Instinet - King & Spalding - Morgan Stanley - MTV Networks - Nickelodeon - Viacom - The New York Times Company |